# 小行星6250
小行星6250（英語：6250 Saekohayashi）是一颗围绕太阳公转的小行星。1991年11月2日，埃莉諾·赫琳在帕洛马山发现了此天体。
这颗小行星的绝对星等为299.13620等。